# Enkimdu
Enkimdu és el déu sumeri de l'agricultura, que tenia al seu càrrec els canals i rases, una tasca assignada a ell pel déu de l'aigua Enki, que en algunes versions és el seu pare, en la seva organització del món.
Enkimdu té un lloc destacat en el mite de Dumuzi i Enkimdu on tant ell com el déu Dumuzi tracten de casar-se amb la deessa Inanna. Mentre Inanna està enamorada d'Enkimdu déu de l'agricultura, el seu germà Utu/Xamaix intenta convèncer-la que es casi amb Dumuzi. Tots dos, Dumuzi i Enkidu, s'enfronten en una discussió sobre qui guanyarà Inanna. Mentre Dumuzi és agressiu en els seus arguments, tractant de demostrar que és molt millor, Enkidu és més dòcil i tranquil, tractant de resoldre la situació diplomàticament.
La tauleta d'argila en què el mite està escrit, per desgràcia es va danyar amb el pas dels anys, però dels mites posteriors com Inanna i Dumuzi i El descens a l'Inframon d'Inanna, és evident que Inanna finalment selecciona Dumuzi com el seu cònjuge.